# Georgi Wjatscheslawowitsch Kurdjumow
Georgi Wjatscheslawowitsch Kurdjumow (russisch Гео́ргий Вячесла́вович Курдю́мов; * 1. Februarjul. / 14. Februar 1902greg. in Rylsk; † 6. Juli 1996 in Moskau) war ein russischer Physiker und Metallkundler.

## Leben
Kurdjumow, Sohn eines Priesters, studierte Physik am Leningrader Polytechnischen Institut mit Abschluss 1926. 1925–1932 arbeitete er im Leningrader Physikalisch-Technischen Institut (seit 1960 Joffe-Institut), wo er sich der Physikalischen Metallkunde zuwandte. Als einer der 220 sowjetischen Wissenschaftler mit Auslandsreisegenehmigung reiste er nach Deutschland und arbeitete mit Georg Sachs im Berliner Kaiser-Wilhelm-Institut für Metallforschung zusammen. Daraus resultierte die Kurdjumow-Sachs-Orientierungsbeziehung, die den Orientierungszusammenhang zwischen Austenit und Martensit in Stählen beschreibt.
1932 wechselte Kurdjumow in das Dnepropetrowsker Physikalisch-Technische Institut (DFTI). 1934 wurde er Doktor der physikalisch-mathematischen Wissenschaften. 1937 wurde er zum Professor ernannt und Direktor des DFTI. 1939 wurde er Mitglied der Akademie der Ukrainischen Sozialistischen Sowjetrepublik (AN-USSR), deren Präsidiumsmitglied er 1939–1948 war. Während des Deutsch-Sowjetischen Krieges war er mit dem Institut 1941–1944 in Magnitogorsk evakuiert. Nach der Rückkehr wurde das DFTI zum Institut für Metallkunde und Metallphysik in Moskau reorganisiert, dessen Direktor er bis 1978 blieb. 1946 wurde er Korrespondierendes und 1953 Wirkliches Mitglied der Akademie der Wissenschaften der UdSSR (AN-UdSSR).
Mit Kurdjumows Unterstützung wurde 1945 das Laboratorium für Metallphysik der AN-USSR in Kiew gegründet, dessen Direktor er bis 1951 war und das 1954 das Institut für Metallphysik wurde (seit 1996 Kurdjumow-Institut für Metallphysik).
1962 wurde er Gründungsdirektor des Instituts für Festkörperphysik der AN-UdSSR in Tschernogolowka bei Moskau, das er zusammen mit Juri Andrejewitsch Ossipjan organisierte.

## Ehrungen
- Orden des Roten Banners der Arbeit (1945, 1958)[2]
- Stalinpreis 1. Klasse (1949)
- Leninorden (1954, 1962, 1969, 1975, 1982)
- Held der sozialistischen Arbeit (1969)
- Orden der Oktoberrevolution (1972)